# Pomologie
Die Pomologie (von lateinisch pomum ‚Baumfrucht‘, insbesondere „Obstfrucht-Apfel“, bzw. Pomona, die Göttin der Gartenfrüchte) oder Obstkunde ist die Lehre der Arten und Sorten von Obst sowie deren Bestimmung und systematischer Einteilung. Der Begriff Pomologie wurde 1758 von Johann Hermann Knoop mit seinem Werk Pomologia geprägt.

## Entwicklungen
Erste pomologische Schriften wurden im 18. Jahrhundert verfasst. In diesem Zusammenhang wies der Hofrat Ludolph Friedrich von Laffert in einem 1801 in der pomologischen Zeitschrift Der Teutsche Obstgärtner veröffentlichten Brief auch auf Literatur aus dem 16. Jahrhundert hin, das Apfelbüchlein des Kurfürsten August von Sachsen mit frühen Sortenbeschreibungen. Im 19. Jahrhundert entstanden mit der Zunahme des Interesses an der Zucht neuer Sorten viele umfangreiche Bücher, darunter einige reich bebilderte, kunstvolle Werke.
Zentren der pomologischen Forschung waren vor allem Deutschland und Frankreich.
Die historischen Autoren (die Pomologen/Obstbaukundler) beschrieben die Obstsorten meist nicht nur, sondern züchteten selbst, beschäftigten sich mit der Verbesserung und Auswahl und widmeten einen großen Teil ihrer Zeit der Erkennung der Sorten und der Namensgebung. In der Zeit von 1860 bis 1919 waren die deutschen Pomologen im Deutschen Pomologen-Verein organisiert, der sich für die Erweiterung der Sortenkenntnisse sowie für Belange des Obstbaus einsetzte.
Die aktuellen Tätigkeitsgebiete für Pomologen, mittlerweile häufig im neuen Pomologen-Verein (gegründet 1991) organisiert, haben sich jedoch stark in neue Bereiche verlagert. Mit die wichtigsten Aufgaben sind die Sammlung und der Erhalt alter, vom Aussterben bedrohter Sorten. Zusätzlich wird nach verschollenen Obstsorten gefahndet, die aus der Literatur oder dem Volksmund bekannt sind. Diese teilweise internationalen Suchen konnten bereits Erfolge verzeichnen.
Viele der in der Literatur des 19. Jahrhunderts beschriebenen Sorten sind heutzutage nicht mehr bekannt oder können nicht mehr zweifelsfrei zugeordnet werden. Die Pomologen können eine Sorte, wenn einmal erkannt, zwar jederzeit wiedererkennen, aber diese Sorte kann oft nicht zweifelsfrei einer der in der alten Literatur beschriebenen Sorten zugeordnet werden.
Häufig werden im Rahmen thematisch geeigneter Veranstaltungen, wie beispielsweise Aktionstagen von Obstbauvereinen, die Bestimmung und Vorstellung von Obstsorten für Besucher angeboten. Mittlerweile werden auch Gutachten über professionell angelegte Obstpflanzungen erstellt, um nachzuweisen, dass die korrekten, für die geplante Nutzung geeigneten Obstsorten auch tatsächlich verwendet wurden. Hierbei besteht das Problem in der fehlenden Robustheit bestimmter Obstsorten. Viele der für die professionelle Obstproduktion geeigneten Sorten sind nicht in der Lage, ohne den Einsatz von Pflanzenschutzmitteln auf einer extensiv bewirtschafteten Fläche zu überdauern. Falsche Sorten bedeuten hier zukünftig erhöhte Kosten für Nachpflanzungen.

## Pomologische Werke

### 18. Jahrhundert
- Johann Hermann Knoop: Pomologia, das ist Beschreibungen und Abbildungen der besten Sorten der Aepfel und Birnen, welche in Holland, Deutschland, Franckreich, Engeland und anderwärts in Achtung stehen, und deswegen gebauet werden.
  - 1. Band 1760.
  - Zweyter Theil 1766.
- Johann Prokop Mayer – Pomona Franconica oder natürliche Abbildung und Beschreibung der besten und vorzüglichsten europäischen Gattungen der Obstbäume und Früchte, welche in dem Hochfürstlichen Hofgarten zu Würzburg gezogen werden, 1776–1801.
- Johann Kraft: Abhandlung von den Obstbäumen worinn ihre Gestalt, Erziehung und Pflege angezeigt und beschrieben wird, mit hundert sehr feinen Abbildungen in Kupfer gestochen, und nach der Natur in Farben dargestellt, Wien bey Rudolph Grässer und Compagnie, 1792, 2 Bände.
- Johann Friedrich Benade (Hrsg.): Des ... Churfürstl. Sächß. Geheimen Land-Cammerraths Karl Heinrich v. Heinecken [† 1791] … Nachricht und Beschreibung einer vollständigen Sammlung von Obst-Sorten, welche derselbe ehemals vornehmlich in Altdöbern bey Calau in der Nieder-Lausitz selbsten erbauet, auch daselbsten und in der Nähe größtentheils noch befindlich sind; von neuem durchgesehen, erweitert und berichtiget von J. F. B., Sorau und Leipzig 1804f.
  - 1. Band, 1. Heft: Kernobst-Sorten – Birnen
  - 1. Band, 2. Heft: Kernobst-Sorten – Aepfel
  - 2. Band: Stein-Obst-Sorten

### 19. Jahrhundert

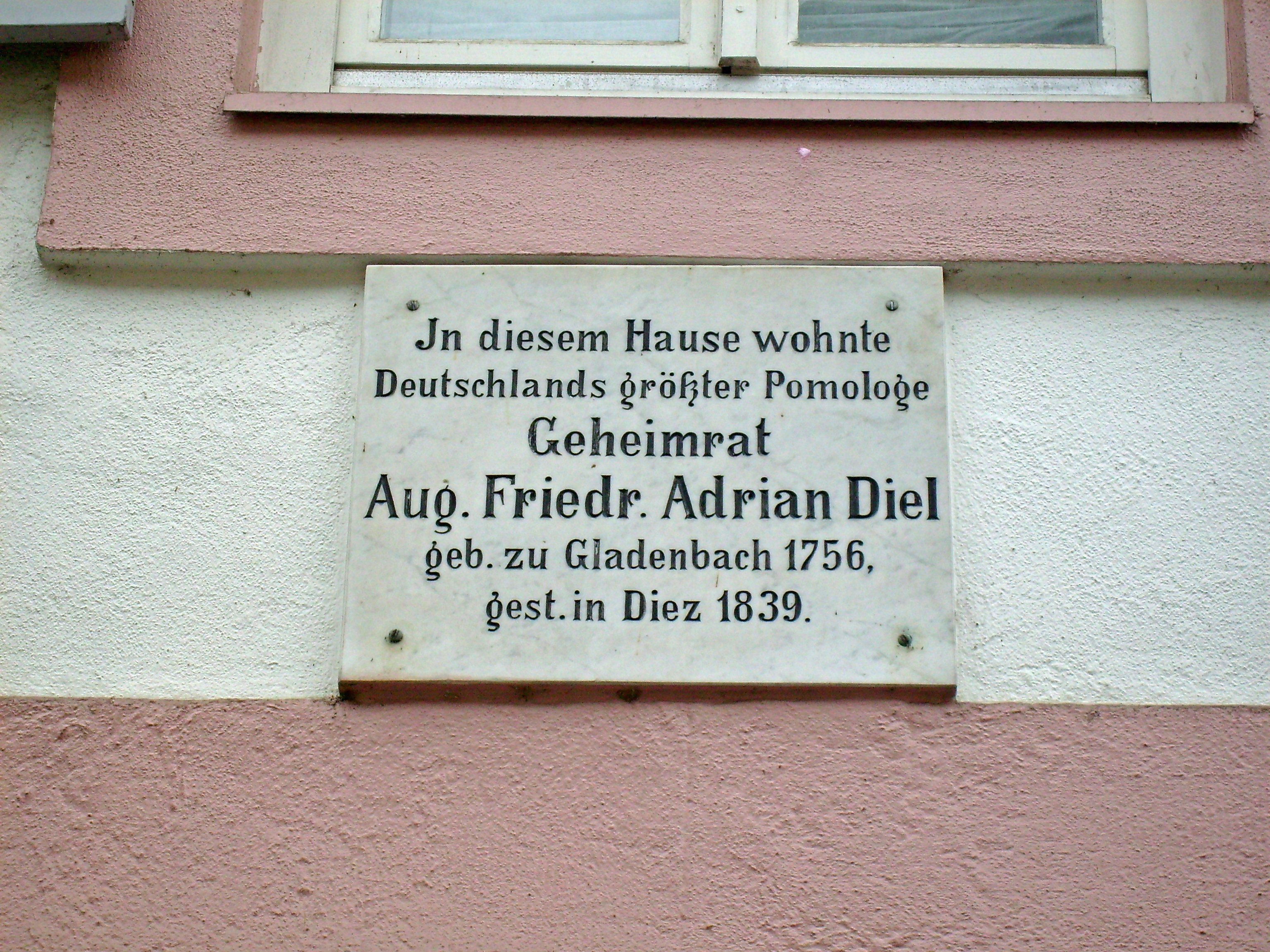
Gedenktafel für Adrian Diel in Diez

- Adrian Diel – Versuch einer systematischen Beschreibung der in Deutschland gewöhnlichen Kernobstsorten, 21 Hefte 1799–1819, Auszug daraus in fünf Bänden 1829–33; Systematisches Verzeichniß der vorzüglichsten in Deutschland vorhandenen Obstsorten, 1818, mit zwei Fortsetzungen 1829–33.
- Johann Ludwig Christ – Vollständige Pomologie in zwei Bänden, Kernobst 1809, Steinobst 1812
- Georg Liegel – Systematische Anleitung zur Kenntniß  der vorzüglichsten Sorten des Kern-, Stein-, Schalen- und Beeren-Obstes, 1825
- Friedrich Jakob Dochnahl – Systematische Beschreibung aller Aepfelsorten 1855, Systematische Beschreibung aller Birnensorten 1856, Systematische Beschreibung aller Steinobstsorten 1858
- Friedrich Jakob Dochnahl – Pomona. Allgemeine deutsche Zeitschrift für den gesammten Obst- und Weinbau monatlich herausgegeben zwischen 1851 und 1867
- Franz Jahn, Eduard Lucas, Johann Oberdieck – Illustrirtes Handbuch der Obstkunde in 9 Bänden und einigen Zusatzbänden, 1859–1883, das pomologische Standardwerk des 19. Jahrhunderts.
- André Leroy – Dictionnaire de pomologie contenant l'histoire, la description, la figure des fruits anciens et des fruits modernes les plus généralement connus et cultivés in vier Bänden, 1867–1873
- Johann Georg Conrad Oberdieck – Deutschlands beste Obst-Sorten, 1881
- Wilhelm Lauche – Deutsche Pomologie in mehreren Folgen, 1882–1883 (E-Text: Äpfel, Birnen)
- J. G. Sänger: Die Obstbaumzucht, Schopfheim 2. A. 1884 (Digitalisat)
- Theodor Engelbrecht: Deutschlands Apfelsorten. Braunschweig 1889. Der Braunschweiger Professor und Medizinalrat Engelbrecht war „erster Vorstand“ des Deutschen Pomologen-Vereins und gab das genannte Werk im Auftrag dieses Vereins heraus. Es enthält detaillierte Beschreibungen von insgesamt 688 Apfelsorten
- Nicolas Gaucher – Pomologie des praktischen Obstbaumzüchters, 1894
- Rudolf Goethe, Hermann Degenkolb und Reinhard Mertens: Aepfel und Birnen. Die wichtigsten deutschen Kernobstsorten., Berlin, Paul Parey, 1894

### 20. Jahrhundert
- Deutschlands Obstsorten, Verlag Eckstein & Stähle, ab 1905, das Standardwerk vom Anfang des 20. Jahrhunderts, reich bebilderte und ausführlich beschrieben Sorten.
- Anbauwürdige Obstsorten, Verlag Bechtold & Comp., Wiesbaden, Erste Auflage 1909, enthält 55 Tafeln in zwölfarbigem Druck mit beschreibendem Text
- Theodor Zschokke – Schweizerisches Obstbilderwerk, 1925. Enthält 10 Lieferungen mit je 10 Tafeln mit Äpfeln und Birnen.
- Karl Duhan – Die wertvollsten Obstsorten, 1957.
- Hans Krümmel, Wilhelm Groh, Gerhard Friedrich – Deutsche Obstsorten, 1956–1960.
- Uta Lohwasser, Matthäus Mäuser: Schöne Früchtchen. Sonderausstellung im Naturkunde-Museum Bamberg 17. Juni 1998 – 28. Februar 1999. Begleitheft. 1998.

### 21. Jahrhundert
- Annette Braun-Lüllemann und Hans-Joachim Bannier Alte Süßkirschensorten (Obstsortenwerk): Genetische Vielfalt in den Kirschanbaugebieten Hagen am Teutoburger Wald und Witzenhausen. Verlag des Pomologen-Vereins, Detmold 2010, ISBN 978-3-943198-05-8 (online als PDF-Datei, 31,1 MB)

## Gärten, Museen, Sehenswürdigkeiten
- Bodengut Vorarlberg ist eine Studie, die die Entwicklung und die Vielfalt der Vorarlberger Kulturlandschaften untersucht.
- Collegium Augustinianum Gaesdonck: Eine pomologische Besonderheit ist die Apfelsorte Gaesdoncker Renette, die im ehemaligen Klostergarten des Collegium Augustinianum …
- Deutsches Gartenbaumuseum in Erfurt. Einziges Fachmuseum in Deutschland, zentrale Anlaufstelle zu Fragen der Entwicklung des Gartenbaus.
- Döllingen: Im Jahr 2000 erfolgte die Eröffnung und Grundsteinlegung für den pomologischen Schau- und Lehrgarten.
- Eldena (Greifswald)
- Forschungsanstalt Geisenheim
- Fructus (Verein)
- Höhere Bundeslehranstalt und Bundesamt für Wein- und Obstbau Klosterneuburg, Österreich
- Obstarche Spielberg bei Gunzenhausen
- Obstgengarten
- Obstsortengarten der Oberlausitz in Ostritz
- Reutlinger Pomologie, ursprünglich 1860 als Pomologisches Institut Reutlingen gegründet, war die erste privatwirtschaftliche Ausbildungsstätte für Baumwarte und Gärtner in Deutschland. Auf dem ehemaligen Gelände der Lehranstalt in Reutlingen befindet sich heute die Parkanlage Pomologie, die 1984 das Zentrum der fünften Landesgartenschau in Baden-Württemberg bildete.
- Wörlitzer Park: ursprünglich die Bibliothek des Hauses, in dem später Fürst Franz’ pomologische Sammlung, bestehend aus 200 Wachsfrüchten, aufbewahrt wurde.
- Zwinger (Dresden): Der Kurfürst gilt zusammen mit seiner Gemahlin Anna allgemein als Begründer des sächsischen Gartenbaus.
- In Brogdale befindet sich die National Fruit Collection.
- Eduard-Lucas-Sortengarten in Mähringen
- Obst-Arboretum Bielefeld
- Obstmuseum Pomarium Anglicum in Sörup-Winderatt, Kreis Schleswig-Flensburg